# Damana (ort)
Damana är en ort i Burkina Faso.   Den ligger i regionen Cascades, i den sydvästra delen av landet, 400 km sydväst om huvudstaden Ouagadougou. Damana ligger 303 meter över havet och antalet invånare är 1 205.
Terrängen runt Damana är platt, och sluttar västerut. Närmaste större samhälle är Soubakaniédougou, 11,7 km norr om Damana. 
Omgivningarna runt Damana är en mosaik av jordbruksmark och naturlig växtlighet. Runt Damana är det ganska glesbefolkat, med 23 invånare per kvadratkilometer.